# Mvolyé
Mvolyé ou Mvolye est un quartier de Yaoundé, la capitale politique du Cameroun. 

## Histoire
Autour de 1900, au cours de la période coloniale du Cameroun, le site fait partie des terres gouvernées par Charles Atangana. Celui-ci fait don d'une partie de la zone aux Pères Pallottins allemands, un groupe de missionnaires catholiques. Le peuple Ewondo avait été incapable de s'y installer en raison d'un gros rocher. Les Pères ont construit une mission permanente, qui ouvrit les régions centrales et est, du Cameroun, à la christianisation. Charles Atangana est resté le chef de la région.

## Culture locale et patrimoine

### Lieux et monuments

#### Basilique Marie-Reine des apôtres de Mvolyé
La basilique se situe à la sortie sud de Yaoundé sur la colline de Mvolyé.

vue de face
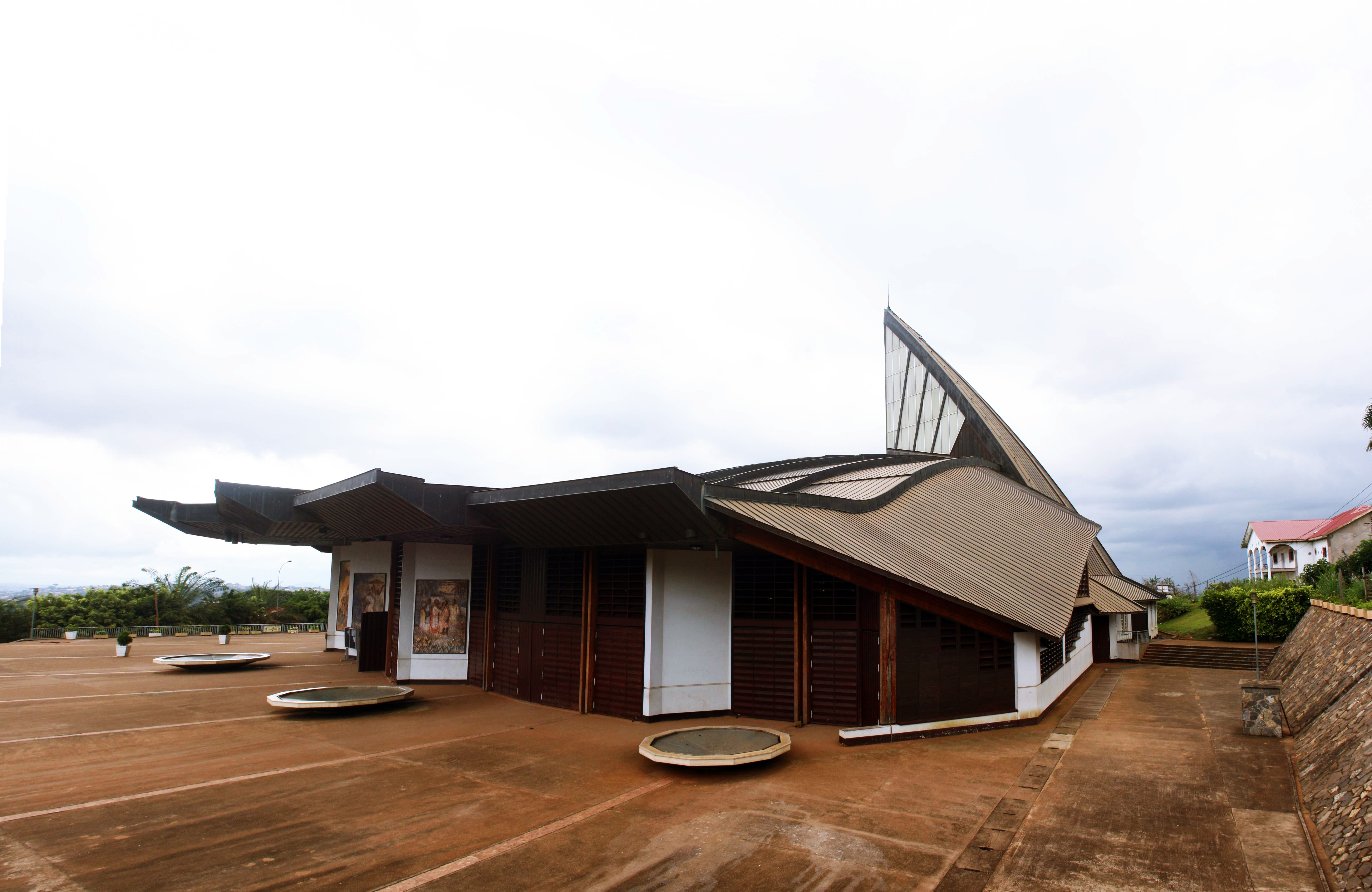
vue de droite
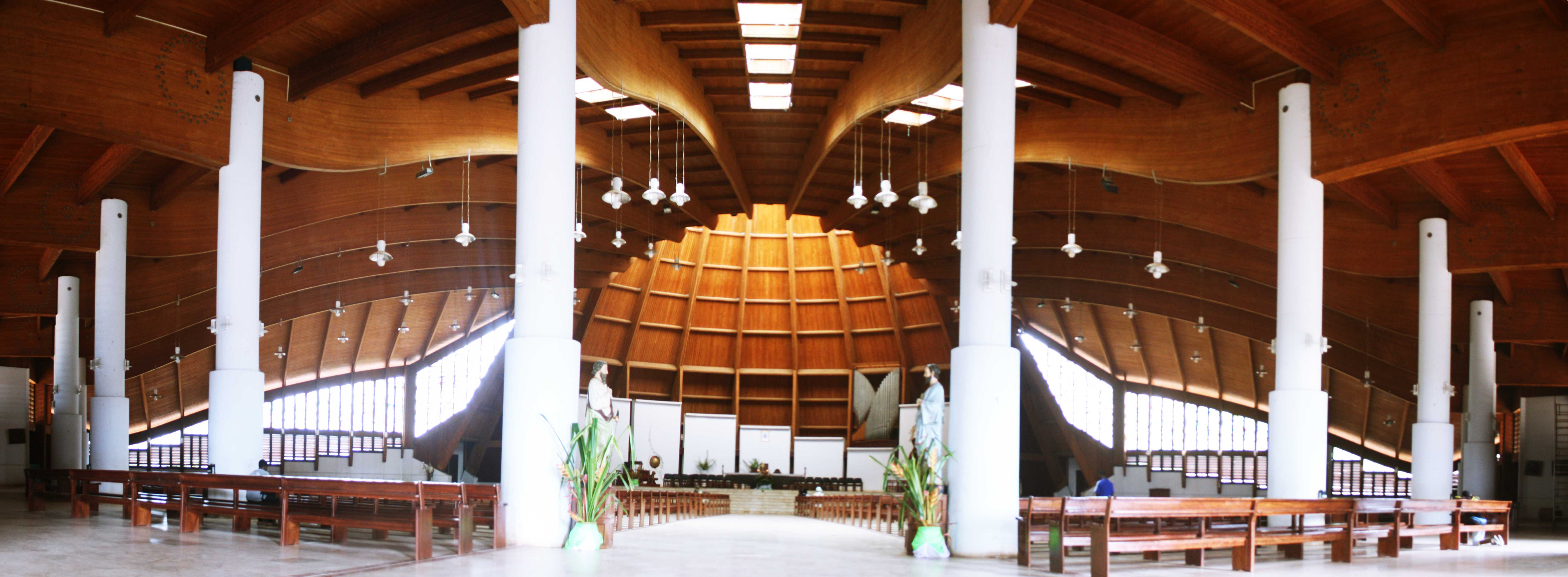
Intérieur

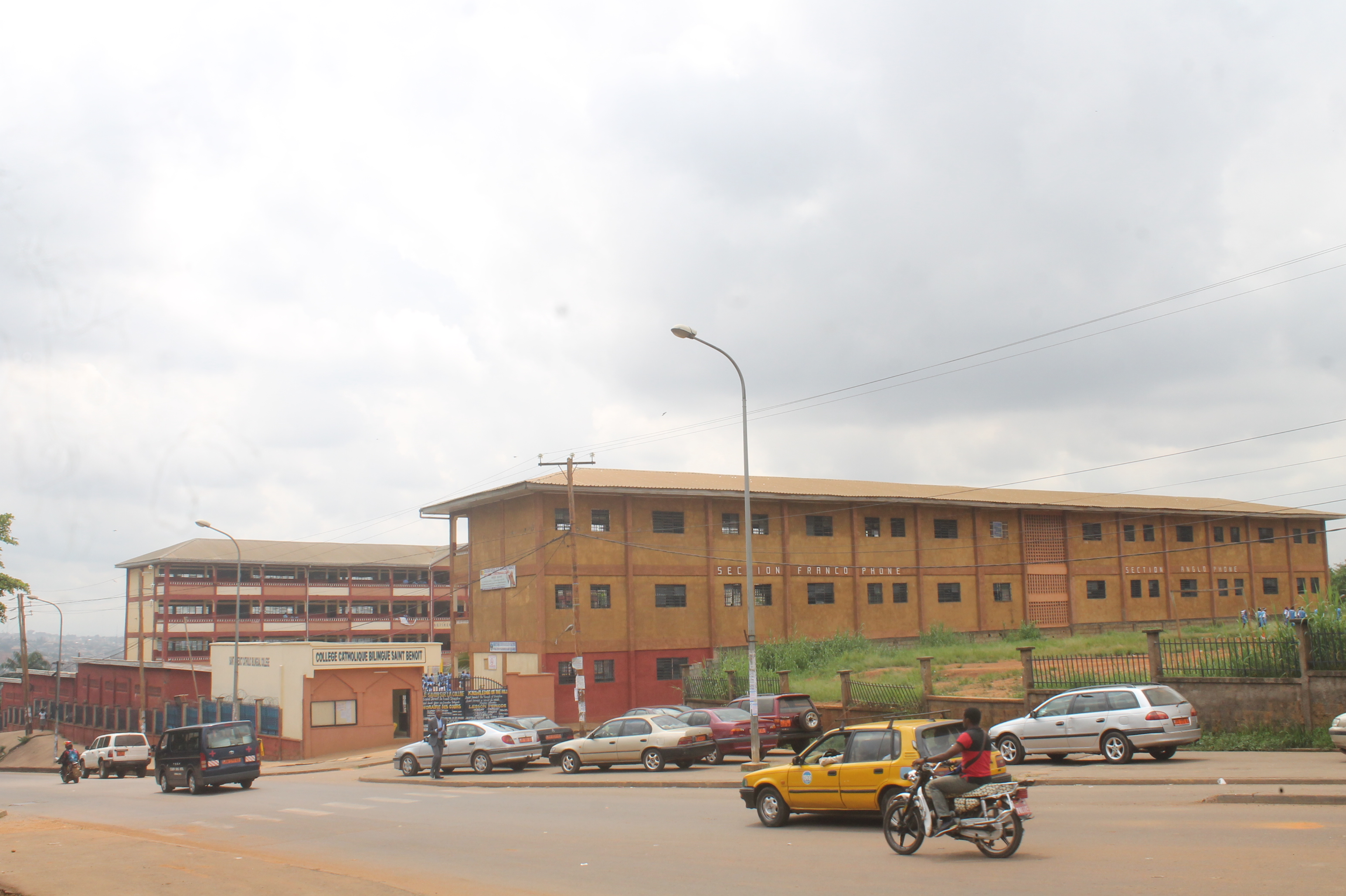
L'entrée du Collège Catholique Bilingue Saint Benoit de Mvolyé
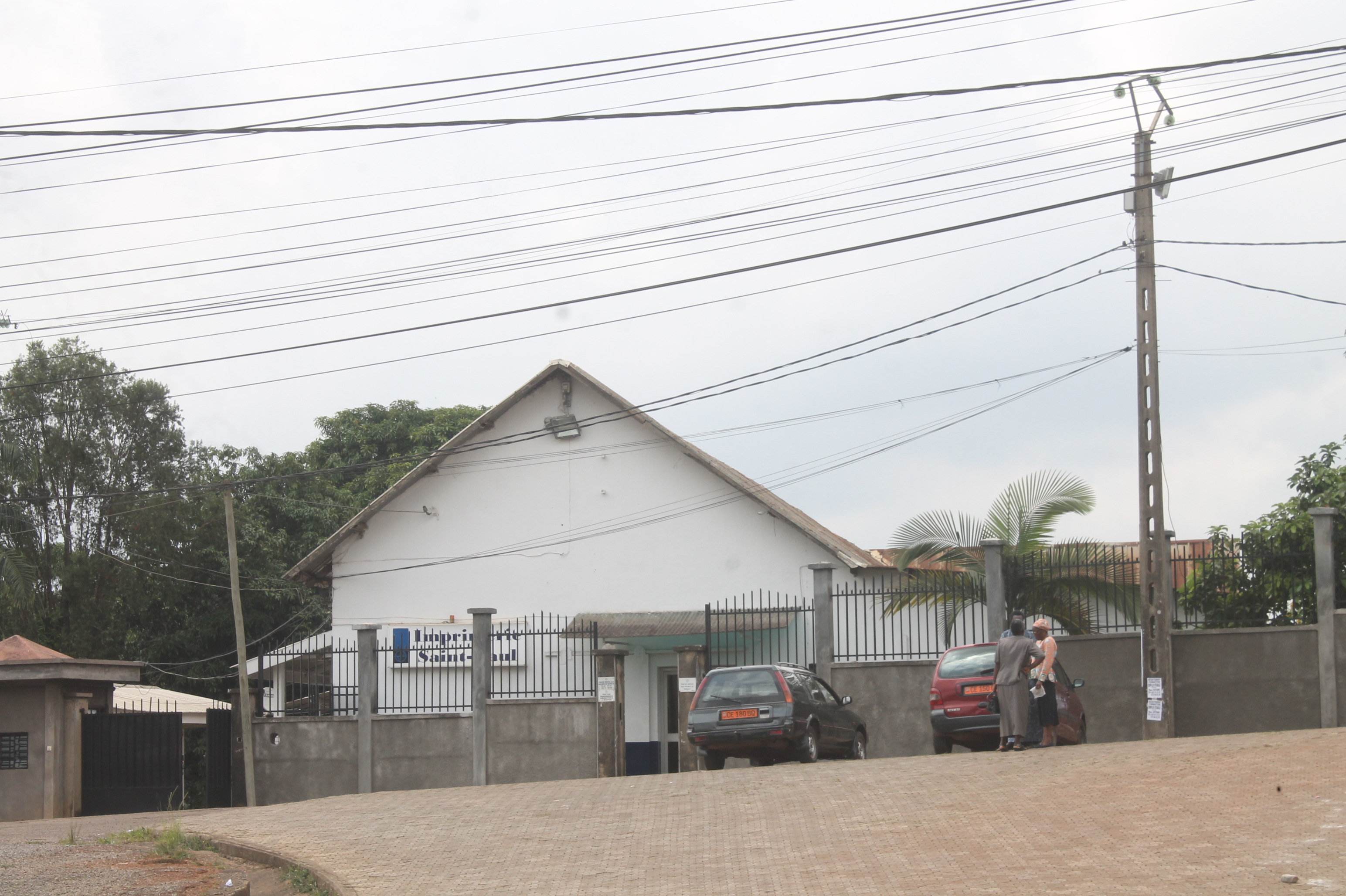
L'entrée de l'imprimerie Saint Paul de Mvolyé